# Цзянькан
Цзянькан (建康城 Jiànkāng chéng) — столица империи Восточная Цзинь (317—420 н. э.) и Южных Династий, в черте современного Нанкина. Крупнейший город мира в VI в. 
На пике благосостояния Цзянькан соперничал с Лояном по количеству населения и уровню развития коммерции; с разграблением Лояна хунну в 311 Цзянькан стал временной столицей (эпоха Цзинь (265—420)), однако восстание Хоу Цзина, начавшееся в 547 году, после годичной осады опустошило город (549); борьба за объединение империи Суй почти полностью стерла его с лица земли. 
Несколько раз переменив название, город стал снова называться Цзянькан при династии Южная Сун.

## Предыстория
Поселения на территории Цзянькана существовали с династии Чжоу. В период «Вёсны и Осени» в царстве У был основан уезд Цзиньлин, который позднее был переименован Цинь Шихуаном в Молин. Молин уступал в значимости Гусу (современный Сучжоу), однако это положение изменилось, когда Сунь Цюань (182—252, правитель царства У эпохи Троецарствия) выбрал территорию Молина для основания своей столицы в 229. Город получил название Цзянье 建業 (Jiànyè), однако из-за практики табу на имена (иероглиф «Е» входил в личное имя последнего императора Западной Цзинь Сыма Е) обрёл своё наиболее известное историческое название.

## Географическое положение и экономика
Цзянькан находился на реке Циньхуайхэ, притоке Янцзы, в окружении гор, что защищало его от северных набегов и способствовало развитию коммерции. Город изобиловал рынками, которые не были приписаны к определенной территории, как в Чанъани и Лояне, и, вероятно, не закрывались в ночное время. В отличие от северных столиц, внутри городских стен не было сельскохозяйственных земель — только фруктовые сады в усадьбах знати.
В эпоху Лян в городе находилось более 700 буддийских храмов, из которых самым знаменитым был Цихуань сы 衹洹寺, в котором останавливались монахи из Центральной и Южной Азии. Общее число служителей культа составляло 20—40 тыс. человек.
Цзянькан был центром экономики Южного Китая, которую отличало активное использование денег (в сравнении с доминированием натурального обмена в начале эпохи Тан) и международная торговля. Эти особенности стали предпосылкой экономических преобразований, которые позднее отличали экономику империи Сун.

## Известные жители
- В Цзянье эпохи Цзин служил даос-эрудит Го Пу (郭璞 Guō Pú).
- В Цзянькане родились:
  - Цзу Чунчжи  祖冲之, математик и астроном V в.
  - Чжоу Вэньцзюй 周文矩, художник X в.
- Шэнь Юэ